# GNU Octave
Octave o GNU Octave es un programa y lenguaje de programación para realizar cálculos numéricos. Como su nombre indica, Octave es parte del proyecto GNU. Es considerado el equivalente libre de MATLAB. Entre varias características que comparten, se puede destacar que ambos ofrecen un intérprete, permitiendo ejecutar órdenes en modo interactivo. Nótese que Octave no es un sistema de álgebra computacional, como lo es Maxima, sino que está orientado al análisis numérico.
El proyecto fue creado alrededor del año 1988, pero con una finalidad diferente: ser utilizado en un curso de diseño de reactores químicos. Posteriormente, en el año 1992, se decidió extenderlo, y comenzó su desarrollo a cargo de John W. Eaton. La primera versión alpha fue lanzada el 4 de enero de 1993. Un año más tarde, el 17 de febrero de 1994, apareció la versión 1.0.
El nombre surge de Octave Levenspiel, profesor de uno de los autores y conocido por sus buenas aproximaciones, por medio de cálculos elementales, a problemas numéricos en ingeniería química.

## Detalles técnicos
- Octave está escrito en C++ usando la biblioteca STL.
- Tiene un intérprete de su propio lenguaje (de sintaxis casi idéntica a Matlab), y permite una ejecución interactiva o por lotes.
- Su lenguaje puede ser extendido con funciones y procedimientos, por medio de módulos dinámicos.
- Utiliza otros programas GNU para ofrecer al usuario la posibilidad de crear gráficos para luego imprimirlos o guardarlos (Grace).
- Dentro del lenguaje también se comporta como una consola de órdenes (shell). Esto permite listar contenidos de directorios, por ejemplo.
- Además de correr en plataformas Unix también lo hace en Windows.
- Puede cargar archivos con funciones de Matlab (reconocibles por la extensión .m).
- Tiene ayuda en español.[2]

## El lenguaje Octave
- La sintaxis es casi idéntica a la utilizada en MATLAB.
- Es un lenguaje interpretado.
- No permite pasar argumentos por referencia. Siempre son pasados por valor.
- No permite punteros.
- Se pueden generar scripts.
- Soporta gran parte de las funciones de la biblioteca estándar de C.
- Puede ser extendido para ofrecer compatibilidad con las llamadas al sistema UNIX.
- El lenguaje está pensado para trabajar con matrices, y provee mucha funcionalidad para trabajar con estas.
- Soporta estructuras similares a los "struct"s de C.
- Dispone de un entorno de desarrollo integrado y se han desarrollado otros para enseñar a programar, como ToolboX.

Al ser su licencia Licencia pública general de GNU, puede ser compartido y utilizado libremente.